# Af2
Die af2 war eine Liga für Arena Football in den USA, die 1999 gegründet und 2009 wieder aufgelöst wurde. Sie war eine Minor League oder Development League der Arena Football League (AFL).
Development Leagues (deutsch: Entwicklungsligen) sind in den USA weit verbreitet. So hat auch die Basketball League NBA eine eigene Development League.

## Geschichte
Die erste Spielzeit der af2 war die Saison 2000 mit anfangs 15 Mannschaften. 2001 wurde die Liga auf 28 Teams und im Jahre 2002 auf 34 Teams aufgestockt.
Während in der Mutterliga, der Arena Football League (AFL), hauptsächlich Mannschaften aus größeren Märkten wie Los Angeles, New York oder Philadelphia teilnahmen, bestand die af2 größtenteils aus Teams aus kleineren Städten oder Vororten von Ballungszentren.
Im Laufe der Jahre verkleinerte sich die Liga aber zunehmend, meistens aufgrund von finanziellen Problemen. Es kam auch vor, dass ein Team aus der af2 in die Arena Football League (AFL) befördert wurde. Dies geschah dann, wenn die Liga beschloss, die AFL um ein oder zwei Teams zu erweitern, oder wenn ein AFL Team finanziell nicht mehr am Spielbetrieb teilnehmen konnte.
Als im Jahre 2008 die Konkurrenzliga Indoor Football League (IFL) gegründet wurde, wechselten viele Teams in die IFL, da viele Eigentümer glaubten, dass dort das Finanz- und Organisationskonzept besser ausgereift sei.
Die AFL musste aufgrund finanzieller Probleme die Saison 2009 absagen und ging im August 2009 in Insolvenz. Die af2 hatte die Saison noch gespielt, wurde aber ebenfalls aufgelöst. Ein Teil der af2-Teams beteiligten sich an der Wiedergründung der AFL, die unter altem Namen ab 2010 bis 2019 spielte.

## ArenaCup
Das Finale der af2 wurde ArenaCup genannt.

### ArenaCup Ergebnisse
| Spiel         | Datum      | Gewinner                | Gewinner | Verlierer                      | Verlierer | Spielort                           | Zuschauer |
| ------------- | ---------- | ----------------------- | -------- | ------------------------------ | --------- | ---------------------------------- | --------- |
| ArenaCup I    | 10.08.2000 | Quad City Steamwheelers | 68       | Tennessee Valley Vipers        | 59        | I wireless Center                  | 9.201     |
| ArenaCup II   | 10.08.2001 | Quad City Steamwheelers | 55       | Richmond Speed                 | 51        | i wireless Center                  | 8.261     |
| ArenaCup III  | 23.08.2002 | Peoria Pirates          | 65       | Florida Firecats               | 47        | Carver Arena                       | 7.552     |
| ArenaCup IV   | 23.08.2003 | Tulsa Talons            | 58       | Macon Knights                  | 40        | Tulsa Civic Center                 | 7.184     |
| ArenaCup V    | 27.08.2004 | Florida Firecats        | 39       | Peoria Pirates                 | 26        | Germain Arena                      | 6.491     |
| ArenaCup VI   | 27.08.2005 | Memphis Xplorers        | 63       | Louisville Fire                | 41        | CenturyTel Center                  | 6.236     |
| ArenaCup VII  | 26.08.2006 | Spokane Shock           | 57       | Green Bay Blizzard             | 34        | Coliseo de Puerto Rico José Miguel | 5.658     |
| ArenaCup VIII | 25.08.2007 | Tulsa Talons            | 73       | Wilkes-Barre/Scranton Pioneers | 66        | CenturyTel Center                  | 5.107     |
| ArenaCup IIX  | 25.08.2008 | Tennessee Valley Vipers | 56       | Spokane Shock                  | 55        | Spokane Veterans Memorial Arena    | 10.662    |
| ArenaCup IX   | 22.08.2009 | Spokane Shock           | 74       | Wilkes-Barre/Scranton Pioneers | 27        | Orleans Arena                      | 5.846     |

### Liste der Arena Cup Gewinner
| Jahr | Anzahl teilnehmender Teams | Sieger                  |
| ---- | -------------------------- | ----------------------- |
| 2000 | 15                         | Quad City Steamwheelers |
| 2001 | 28                         | Quad City Steamwheelers |
| 2002 | 34                         | Peoria Pirates          |
| 2003 | 27                         | Tulsa Talons            |
| 2004 | 25                         | Florida Firecats        |
| 2005 | 20                         | Memphis Xplorers        |
| 2006 | 23                         | Spokane Shock           |
| 2007 | 30                         | Tulsa Talons            |
| 2008 | 29                         | Tennessee Valley Vipers |
| 2009 | 25                         | Spokane Shock           |

## Teamliste der af2 Historie

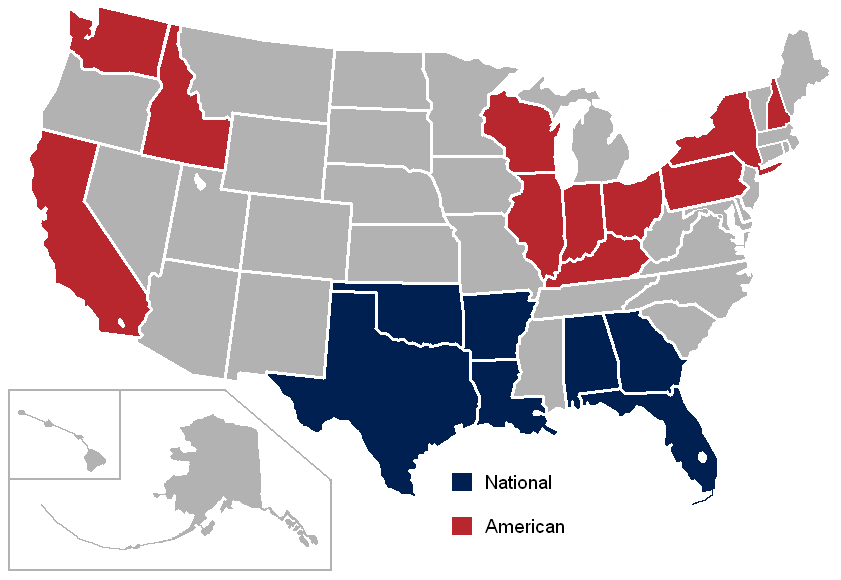
US-Staaten mit einem af2-Team

| Alabama Steeldogs               | 2000–2007                            |
| Albany Conquest                 | 2002–2008                            |
| Albany Firebirds                | 2009                                 |
| Amarillo Dusters                | 2005–2009                            |
| Arkansas Twisters               | 2000–2009                            |
| Augusta Stallions               | 2000–2002                            |
| Austin Wranglers                | 2008                                 |
| Bakersfield Blitz               | 2002–2003                            |
| Bakersfield Blitz               | 2004–2007                            |
| Baton Rouge Blaze               | 2001                                 |
| Boise Burn                      | 2007–2009                            |
| Bossier-Shreveport Battle Wings | 2001–2009                            |
| Cape Fear Wildcats              | 2002–2004                            |
| Carolina Rhinos                 | 2000–2002                            |
| Central Valley Coyotes          | 2004–2009                            |
| Charleston Swamp Foxes          | 2000–2003                            |
| Cincinnati Jungle Kats          | 2007                                 |
| Cincinnati Swarm                | 2003                                 |
| Columbus Wardogs                | 2001–2004                            |
| Corpus Christi Sharks           | 2007–2009                            |
| Daytona Beach Thunderbirds      | 2008                                 |
| Everett Hawks                   | 2006–2007                            |
| Florida Firecats                | 2001–2009                            |
| Fort Wayne Fusion               | 2007                                 |
| Fresno Frenzy                   | 2002                                 |
| Green Bay Blizzard              | 2003–2009                            |
| Greensboro Prowlers             | 2000–2003                            |
| Hawaiian Islanders              | 2002–2004                            |
| Iowa Barnstormers               | 2001, 2008–2009                      |
| Jacksonville Tomcats            | 2000–2002                            |
| Kentucky Horsemen               | 2008–2009                            |
| Lafayette Roughnecks            | 2001                                 |
| Laredo Law                      | 2004                                 |
| Laredo Lobos                    | 2007                                 |
| Lincoln Lightning               | 2001                                 |
| Louisville Fire                 | 2001–2008                            |
| Lubbock Renegades               | 2007–2008                            |
| Macon Knights                   | 2001–2006                            |
| Mahoning Valley Thunder         | 2007–2009                            |
| Manchester Wolves               | 2004–2009                            |
| Memphis Xplorers                | 2001–2006                            |
| Milwaukee Iron                  | 2009                                 |
| Mobile Wizards                  | 2002                                 |
| Mohegan Wolves                  | 2002–2003                            |
| New Haven Ninjas                | 2002                                 |
| Norfolk Nighthawks              | 2000–2003                            |
| Oklahoma City Yard Dawgz        | 2004–2009                            |
| Pensacola Barracudas            | 2000–2002                            |
| Peoria Pirates                  | 2001–2004, 2008–2009                 |
| Quad City Steamwheelers         | 2000–2009                            |
| Richmond Speed                  | 2000–2003                            |
| Rio Grande Valley Dorados       | 2004–2009                            |
| Roanoke Steam                   | 2000–2002                            |
| Rochester Brigade               | 2001–2003                            |
| San Diego Riptide               | 2002–2005                            |
| South Georgia Wildcats          | 2005–2009                            |
| Spokane Shock                   | 2006–2009                            |
| Stockton Lightning              | 2006–2009                            |
| Tallahassee Thunder             | 2000–2002                            |
| Tennessee Valley Vipers         | 2000–2004, 2006–2009                 |
| Texas Copperheads               | 2007–2008                            |
| Toledo Bullfrogs                | gegründet, aber niemals teilgenommen |
| Tri-Cities Fever                | 2007–2009                            |
| Tulsa Talons                    | 2000–2009                            |
| Wichita Stealth                 | 2001–2004                            |
| Wilkes-Barre/Scranton Pioneers  | 2002–2009                            |